# William Christie (musicus)
William Lincoln Christie (Buffalo, 19 december 1944) is een in Amerika geboren Franse dirigent, klavecinist en musicoloog. Hij staat bekend als een van de belangrijkste specialisten in het barokke en klassieke muziekrepertoire. Christie is oprichter en dirigent van het ensemble Les Arts Florissants.
Vanwege gewetensbezwaren verliet hij in 1970 de Verenigde Staten om dienstplicht en uitzending naar de oorlog in Vietnam te vermijden. Christie nam in 1995 het Franse staatsburgerschap aan.

## Levensloop
William Christie is de zoon van een architect. In zijn jeugd ontving hij piano- en zanglessen, en van zijn 13e tot zijn 18e zong hij in een vocaal ensemble, geleid door zijn moeder.

### Opleiding
Christie studeerde eerst Engels en kunstgeschiedenis aan de Harvard-universiteit. Tijdens deze studies volgde hij elk jaar ook enkele muziekcursussen. Tevens was hij korte tijd assistent-dirigent van de Harvard Glee Club (een mannenkoor dat 19e-eeuws a capella wereldlijk repertoire zingt). Na zijn Harvardstudies volgde hij vanaf 1966 een postdoctorale studie Muziek aan de Yale-universiteit, waar hij studeerde bij klavecinisten Ralph Kirkpatrick en Kenneth Gilbert.
Als dirigent is hij autodidact en schaart hij zich in de rij van zijn eveneens beroemde generatiegenoten Ton Koopman en Gustav Leonhardt, die ook als klavecinist een eigen ensemble voor barokmuziek oprichtten en gingen dirigeren in de dubbelrol van continuospeler/dirigent.

### Werk

#### Uitvoerend
Na zijn afstuderen was Christie enige tijd muziekdocent aan het prestigieuze Dartmouth College. In 1970 vertrok hij naar Groot-Brittannië om zich aan te sluiten bij het BBC Symfonie Orkest. In 1971 verhuisde Christie naar Frankrijk, waar hij gaat werken bij het ORTF-orkest.
Met het Ensemble Five Centuries voerde hij in zijn vroege jaren in Frankrijk naast barokmuziek ook hedendaagse muziek van o.a. Berio, Ligeti en Birtwistle uit. In 1976 verlaat hij dit ensemble en sluit zich aan bij Concerto Vocal van René Jacobs. Met hem, en in samenwerking met andere musici verwerft Christie zijn eerste roem in de uitvoering van Barokmuziek.
In 1979 richtte Christie een eigen ensemble op, het koor en orkest Les Arts Florissants, genoemd naar de gelijknamige opera van Marc-Antoine Charpentier, de eerste volledig geënsceneerde productie van het ensemble. Zijn doorbraak als barokspecialist kwam in 1987 met de productie van Lully's opera Atys in de Opéra-Comique in Parijs. Christie heeft veel onbekende werken van Marc-Antoine Charpentier uitgevoerd en opgenomen, waarvan de meeste een wereld-première (d.w.z. voor de 20ste eeuw) waren. Ook werken van destijds onbekende componisten als André Campra, Henry Desmarest, Michel-Richard Delalande, Jean-Philippe Rameau en Jean-Joseph de Mondonville diepte hij op uit het stof der eeuwen en voerde hij opnieuw uit, naast werk van bekendere componisten als François Couperin en de Italiaanse componist Claudio Monteverdi. In de loop van de tijd heeft hij het repertoire van Les Arts Florissants uitgebreid met werken van Henry Purcell en Georg Friedrich Händel, maar ook met latere (dus niet-barokke) componisten als Wolfgang Amadeus Mozart en Joseph Haydn.
Christie is een veelgevraagd gastdirigent bij orkesten wereldwijd. Hij was gastdirigent bij het Glyndebourne Festival en dirigeerde producties voor het Zürich Opernhaus, de Metropolitan Opera in New York, het Festival d'Aix-en-Provence en de Opéra de Lyon. Daarnaast dirigeert hij ook barokrepertoire met modernere orkesten zoals de Berliner Philharmoniker (2002 - 2007) en het Koninklijk Concertgebouworkest.

#### Docerend
Van 1977 - 1981 was Christie werkzaam als gastdocent aan het Conservatoire national supérieur de musique et de danse de Lyon en het Conservatoire national supérieur de musique et de danse de Paris. Van 1982 - 1995 was hij aan dat laatste instituut verbonden als vaste docent. Tevens was hij van 1987 - 1993 gastdocent aan de Sommerakademie für Alte Musik in Innsbruck.
In 2002 richtte hij Le Jardin des Voix op, een tweejaarlijkse academie van twee weken voor jonge klassieke zangers in Caen, om hen te specialiseren in Barokzang. In 2005 richtte hij de afdeling Oude Muziek op aan de Juilliard School in New York.
Naast zijn vaste aanstellingen geeft Christie wereldwijd regelmatig masterclasses aan conservatoria, tijdens festivals en in zomeracademies.

## Discografie
William Christie werkte mee aan meer dan 100 muziekopnames op LP en CD voor de labels Harmonia Mundi, Warner Classics/Erato en Virgin Classics, waarvan vele prijzen en onderscheidingen in Frankrijk en in het buitenland hebben gewonnen.

## Prijzen

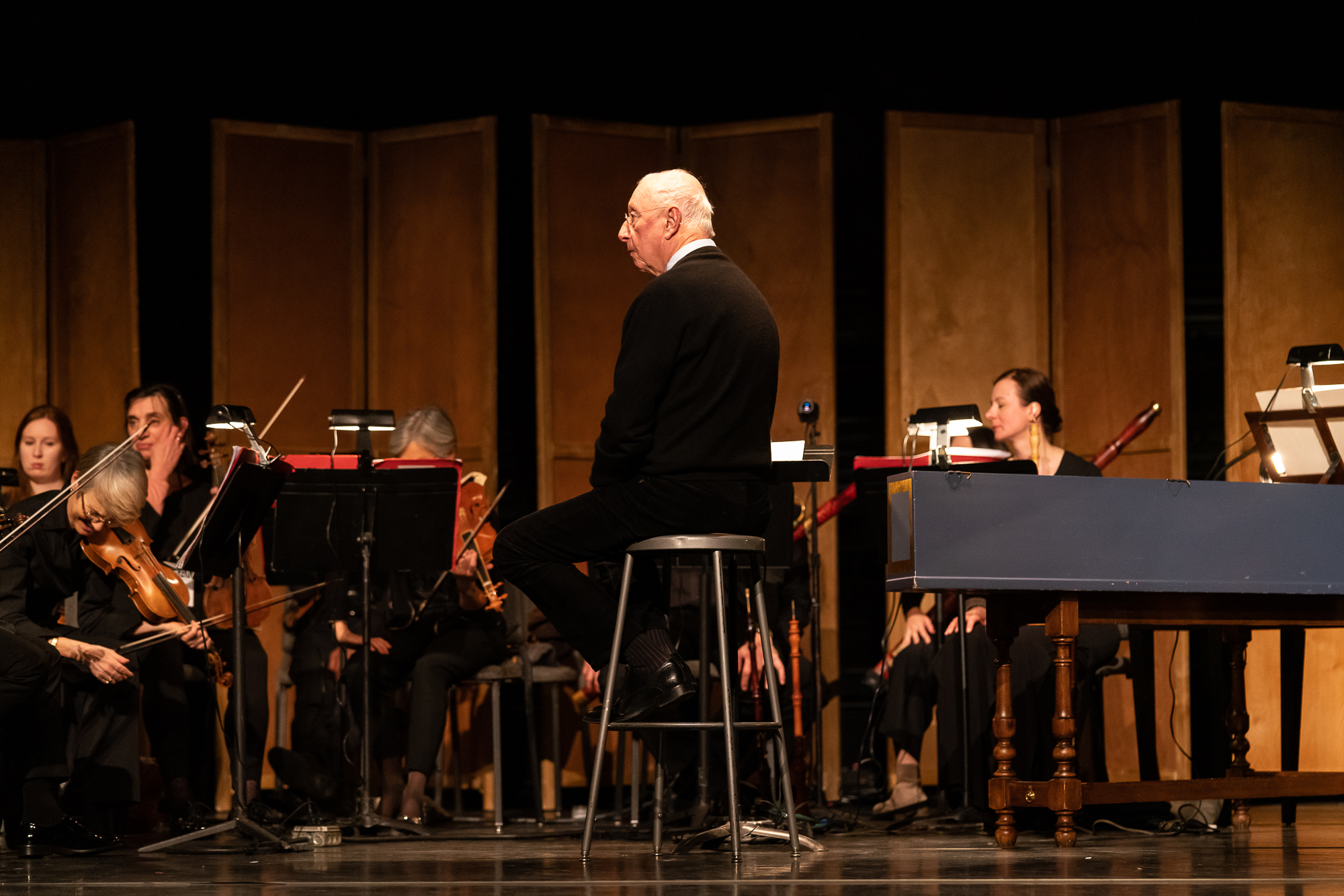
William Christie tijdens een repetitie met Les Arts Florissants in 2019

Onder de vele prijzen die Christie ontving zijn de belangrijkste:
- 1981 Edison
- 1982 Grand Prix du Disque en Prix mondial de Montreux
- 1984 Gramophone Award Record of the Year (eveneens in 1995, 1997 en 2000)
- 2002 Harvard Arts Medal
- 2004 Prix Liliane Bettencourt pour le chant choral van de Académie des Beaux-Arts
- 2005 Prix Georges Pompidou

## Onderscheidingen
- 2004 Officier de la Légion d'honneur
- 2008 Lid van de Franse Académie des Beaux-Arts, sectie Niet-gebonden leden, stoel #1, voorheen toegewezen aan Marcel Marceau[3]
- 2014 Commandeur de la Légion d'honneur
- 2014 Grand officier de l’Ordre National du Mérite
- 2015 Eredoctoraat van de Universiteit Leiden
- 2022 Grand Croix de l’Ordre National du Mérite
- (jaar onbekend) Grand Officier de l'Ordre des Arts et des Lettres

## Overig

### Tuinen
De uitgebreide tuinen die Christie ontwierp voor zijn 16e-eeuwse huis in Thiré, geïnspireerd op Franse en Italiaanse tuinontwerpen uit de 17e en 18e eeuw, werden in 2006 aangewezen als historisch monument. Sinds 2012 wordt er in de tuinen een jaarlijks muziekfestival gehouden. Christie spant zich er tevens voor in om divers erfgoed in Thiré te laten conserveren en restaureren.

### Roos
In 1999 werd de cultivar William Christie (geregistreerd als MASwicri) geïntroduceerd door rozenkweker Pierre Guillot in Chamagnieu, Frankrijk. Het betreft een roze, geurende, doorbloeiende struikroos.